# العلاقات البليزية البوتانية
العلاقات البليزية البوتانية هي العلاقات الثنائية التي تجمع بين بليز وبوتان.

## مقارنة بين البلدين
هذه مقارنة عامة ومرجعية للدولتين:
| وجه المقارنة                                              | بليز         | بوتان          |
| --------------------------------------------------------- | ------------ | -------------- |
| المساحة (كم2)                                             | 22.97 ألف    | 38.39 ألف      |
| عدد السكان (نسمة)                                         | 374.68 ألف   | 807.61 ألف     |
| الكثافة السكانية (ن./كم²)                                 | 16.31        | 21.04          |
| العاصمة                                                   | بلموبان      | تيمفو          |
| اللغة الرسمية                                             | لغة إنجليزية | لغة دزونكا     |
| العملة                                                    | دولار بليزي  | نغولترم بوتاني |
| الناتج المحلي الإجمالي (بليون دولار)                      | 1.84 مليار   | 2.51 مليار     |
| الناتج المحلي الإجمالي (تعادل القوة الشرائية) بليون دولار | 3.05 مليار   | 6.49 مليار     |
| الناتج المحلي الإجمالي الاسمي للفرد دولار أمريكي          | 4.88 ألف     | 2.66 ألف       |
| الناتج المحلي الإجمالي للفرد دولار أمريكي                 | 8.42 ألف     | 7.82 ألف       |
| مؤشر التنمية البشرية                                      | 0.715        | 0.605          |
| رمز المكالمات الدولي                                      | +501         | +975           |
| رمز الإنترنت                                              | .bz          | .bt            |
| المنطقة الزمنية                                           | 00           | ت ع م+06:00    |

## منظمات دولية مشتركة
يشترك البلدان في عضوية مجموعة من المنظمات الدولية، منها:
| علم المنظمة | اسم المنظمة                        | تاريخ انضمام بليز | تاريخ انضمام بوتان |
| ----------- | ---------------------------------- | ----------------- | ------------------ |
|             | وكالة ضمان الاستثمار متعدد الأطراف | 29 يونيو 1992     | 21 أكتوبر 2014     |
|             | منظمة الشرطة الجنائية الدولية      | ?                 | ?                  |
|             | منظمة حظر الأسلحة الكيميائية       | ?                 | ?                  |
|             | الأمم المتحدة                      | 25 سبتمبر 1981    | 21 سبتمبر 1971     |
|             | مؤسسة التمويل الدولية              | 19 مارس 1982      | 1 ديسمبر 2003      |
|             | يونسكو                             | 10 مايو 1982      | 13 أبريل 1982      |
|             | مؤسسة التنمية الدولية              | 19 مارس 1982      | 28 سبتمبر 1981     |
|             | البنك الدولي للإنشاء والتعمير      | 19 مارس 1982      | 28 سبتمبر 1981     |
|             | الاتحاد البريدي العالمي            | ?                 | ?                  |
|             | الاتحاد الدولي للاتصالات           | 16 ديسمبر 1981    | 15 سبتمبر 1988     |

## وصلات خارجية
- موقع وزارة الخارجية البليزية
- موقع وزارة الخارجية البوتانية